# Paragenipa
Paragenipa là một chi thực vật có hoa trong họ Thiến thảo (Rubiaceae).

## Loài
Chi Paragenipa gồm các loài: